# Manahunca bielawskii
Manahunca bielawskii is een hooiwagen uit de familie Biantidae.